# 포켓몬스터 (가공의 생물)
《포켓몬스터》, 줄여서 《포켓몬》은 "포켓몬스터 "시리즈에 등장하는 가공의 생물들의 총칭이다.
한국어 및 일본어에서 정식 명칭은 "포켓몬스터"이지만, 게임 내에서도 줄여서 "포켓몬"이라는 통칭이 일반적이며, 미국에서는 속어와 발음이 유사하다는 이유로 "Pokémon"을 정식 명칭으로 사용하고 있다. 포켓몬은 현재 공식적으로 총 1025마리가 존재하며, 세대가 지날 때마다 계속 추가된다.